# Mühlbach (Talfer)
Der Mühlbach in Bozen (Südtirol) ist ein kanalisierter, früher offen verlaufender und heute unterirdischer Mühlkanal, der eine linke Ableitung der Talfer bildet. Er spielte für die wirtschaftliche Entwicklung Bozens vom Mittelalter bis in das 19. Jahrhundert hinein eine wichtige Rolle.
Der Mühlbach nimmt seinen Ausgang unterhalb von Schloss Klebenstein bei der heutigen Kraftwerksanlage Rendlstain (bzw. der früheren Baumwollspinnerei Kofler-Herrmann) und durchquert das Stadtgebiet von Nord nach Süd. Die Wasserader verläuft durch das sogenannte Dorf und St. Johann und zieht sich dann der Mühlgasse und der Gerbergasse entlang, um schließlich in den Eisack zu münden.
Der seit dem Spätmittelalter bezeugte künstliche Bachlauf diente ursprünglich dazu, Brauchwasser in den Innenstadtbereich zu führen, das System der offenen Wasserläufe der Stadt (Wieren, Ritschen) zu speisen und die zahlreichen Getreidemühlen und Handwerksbetriebe (Gerber, Schmiede) mit mechanischer Energie zu versorgen. 
Der Mühlbach ist 1378 als Gærbpach und 1452 als der gemain Mülpach urkundlich genannt. Aus dem Jahr 1412 ist die Lagezeichnung auserhalm Poczen am Mulpach under dem stainerm prüklein, do man get an die czolstang überliefert.